# Baureihe 82
Baureihe 82 – lokomotywa parowa produkowana w latach 1950–1955 dla kolei zachodnioniemieckich. Wyprodukowanych zostało 41 lokomotyw. Pierwszy parowóz wyprodukowano we wrześniu 1950 roku, ostatni został wyprodukowany w sierpniu 1955 roku. Parowozy zostały wyprodukowane do prowadzenia pociągów towarowych na lokalnych liniach kolejowych. Jeden parowóz zachowano jako eksponat zabytkowy.